# Vordere Vorstadt (Aarau)

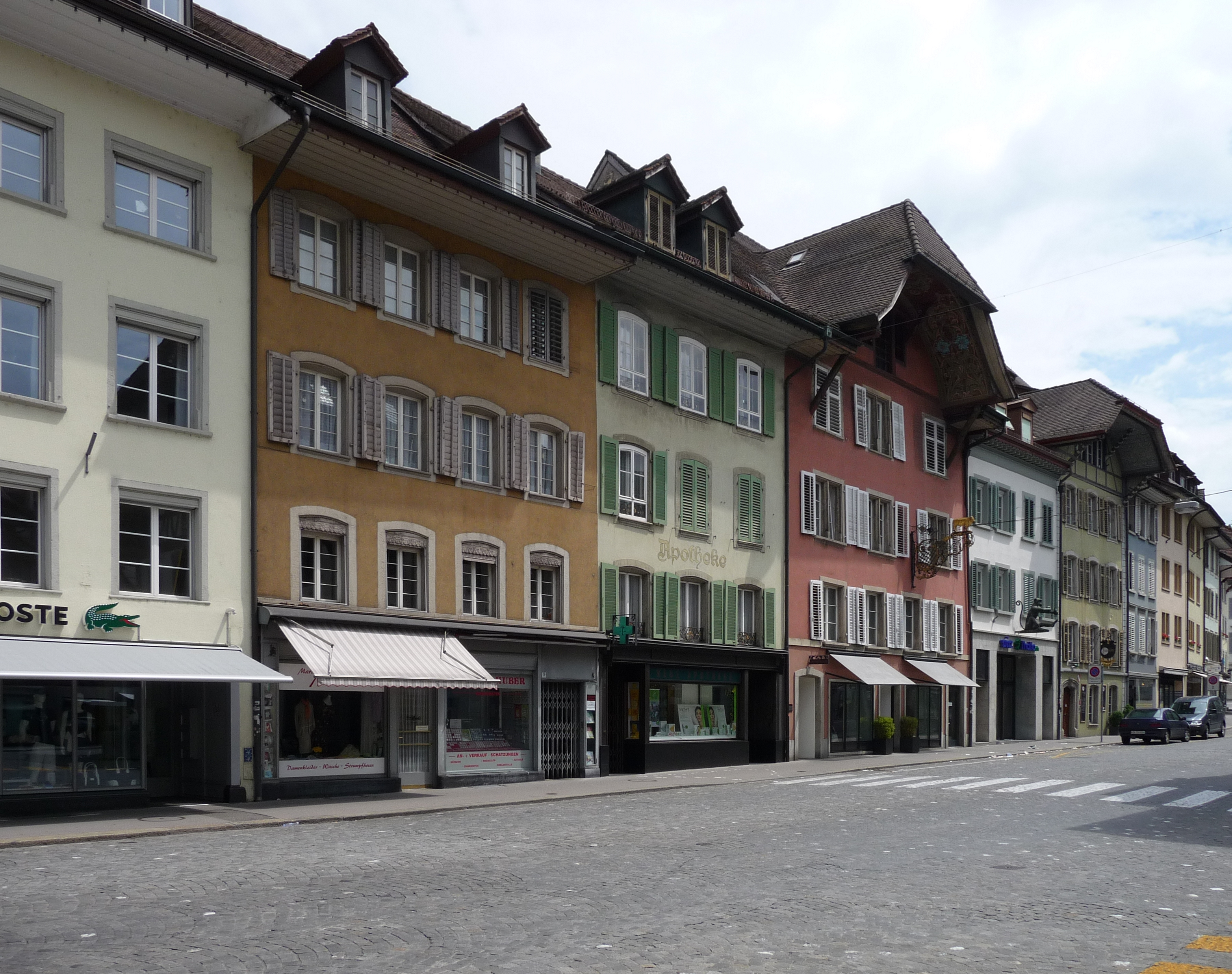
Häuserfront an der Vorderen Vorstadt

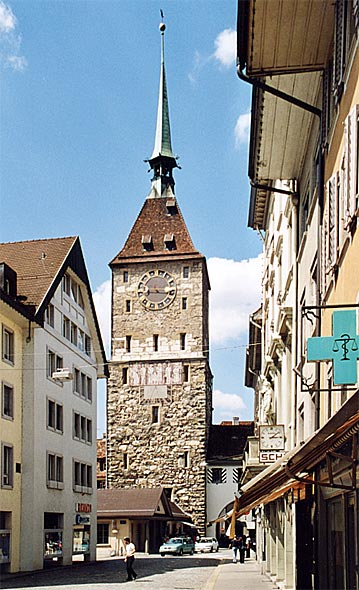
Der Obere Turm am Ende der Strasse

Die Vordere Vorstadt ist eine Strasse in der Stadt Aarau. Sie führt vom Aargauerplatz zur Altstadt und geht dort in die Rathausgasse über. Dabei verläuft sie parallel zur östlich davon gelegenen Hinteren Vorstadt, mit der sie auch die Entstehungsgeschichte teilt.

## Geschichte
Seit der Stadtgründung verband die Vordere Vorstadt die eigentliche Hauptverkehrsstrasse durchs Mittelland, die aus einer Römerstrasse hervorgegangen war, mit der Stadt. Hier erfolgte im 14. Jahrhundert eine Stadterweiterung, welche aber nie von der Stadtmauer umschlossen wurde. Durch die Vordere Vorstadt floss im Mittelalter der offene Stadtbach. Bereits um 1364 ist hier ein Spital mit Kapelle nachgewiesen. Die Vorstadtbewohner erhielten 1369 das Bürgerrecht. Das Verhältnis war aber unklar, so dass es 1441 und 1443 zu Rechtssprüchen kam, die das Verhältnis der Bewohner ausserhalb und innerhalb der Stadtmauern regelten. Nach der Schlacht von Sempach äscherten die Berner diesen ungeschützten Teil der Stadt ein. Schon damals gab es ausserhalb der Stadtmauern ein Haus mehr als innerhalb.

## Lage
Das Regierungsgebäude bildet am Aargauerplatz am südlichen Ende einen optischen Riegel, ebenso der Obere Turm am nördlichen Ende. Vom Aargauerplatz aus führt in östlicher Richtung die Bahnhofstrasse, in südöstlicher Richtung die Obere Vorstadt. Der Schanzrain bildet das westliche Ende des Aargauerplatzes und führt von da in südwestlicher Richtung von der Stadt weg. Der Rain mündet ungefähr in der Mitte in die Vordere Vorstadt. Vor dem Oberen Turm führt östlich der Graben weg, während westlich der Ziegelrain wegführt. Östlich der Vorderen Vorstadt verläuft die Hintere Vorstadt.
Die Vordere Vorstadt ist nicht verkehrsberuhigt und durch sie fahren auch die Busse des Busbetriebs Aarau und der PostAuto Schweiz AG, die Quartiere und Gemeinden am nördlichen Ufer der Aare bedienen.

## Bebauung
Die Bebauung erfolgte im gleichen Muster wie innerhalb der Stadtmauern, sodass sie ein ähnliches Erscheinungsbild hat wie die Rathausgasse. Durch die damals offene Lage des Stadtbaches und dessen Führung in der Strassenmitte sowie durch die beidseitige Anlage eines Fahrweges ergab sich nach dem Zudecken des Stadtbaches eine relativ breite Strasse. Beidseitig wurden typische Stadthäuser errichtet, welche grösstenteils die für Aarau typischen Ründen mit bemalten Dachunterseiten aufweisen.

### Einzelne Häuser
Folgende Häuser werden in der Fachliteratur einzeln erwähnt.
Westliche Strassenseite
Nummer 8, das 1693 erbaute Saxer-Haus
Nummer 12, 14, 16, 18
Östliche Strassenseite
Nummer 5, das ehemalige Hotel Wildenmann
Nummer 13
Nummer 15, Nebeneingang des ehemaligen Restaurant Affenkasten
Nummer 17, 21, 23